# Matthias Steiner
Matthias Steiner (ur. 25 sierpnia 1982 w Wiedniu) – niemiecki zawodnik w podnoszeniu ciężarów startujący w kategorii powyżej 105 kg, złoty medalista igrzysk olimpijskich w Pekinie, wicemistrz świata, dwukrotny medalista mistrzostw Europy.
W Atenach w 2004 roku Steiner startował w reprezentacji Austrii, gdzie w kategorii 105 kg zajął 7. miejsce. Po igrzyskach doszło do konfliktu z władzami Austriackiego Związku Podnoszenia Ciężarów i Steiner zdecydował się na zmianę obywatelstwa. Po zmianie przez trzy lata nie mógł startować w zawodach międzynarodowych, karencja zakończyła się w styczniu 2008.
Steiner w 2007 roku przeżył osobistą tragedię. W wypadku samochodowym zginęła jego żona Susann, która miała wraz z nim polecieć na igrzyska do Pekinu.
Największym jego sukcesem jest złoty medal olimpijski. Startując 19 sierpnia 2008 w kategorii powyżej 105 kg zwyciężył z wynikiem w dwuboju 461 kg. W 2010 roku był trzeci podczas mistrzostw Europy odbywających się w Mińsku, z wynikiem 426 kg w dwuboju. Pod koniec września, w Antalyi, zdobył srebrny medal mistrzostw świata uzyskując 440 kg w dwuboju.